# کنتا ایشیی
کنتا ایشیی (انگلیسی: Kenta Ishii؛ زادهٔ ۸ دسامبر ۱۹۸۷) بازیکن فوتبال اهل ژاپن است.